# Uhtred Smělý
Uhtred nebo Uchtred zvaný Smělý (anglicky Uthred the Bold; 971–1016), byl earlem (hrabětem) Northumbrie od roku 1006 do svého zavraždění roku 1016.

## Životopis
Uhtred byl synem Waltheofa I., hraběte z Bamburghu, a jeho manželky Ælfledy. V roce 995 se oženil Ecgfridou, dcerou biskupa Aldhuna z Durhamu. Díky sňatku získal majetek, který patřil dříve církvi. V roce 1006 napadl skotský král Malcolm II. Northumbrii a oblehl nově založené biskupské město Durham. V té době Dánové útočili na jižní Anglii a anglický král Ethelred II. nebyl schopen poslat Uhtredovi pomoc. Hrabě Waltheof byl příliš starý na to, aby bojoval a zůstal na svém hradě v Bamburghu. Hrabě Ælfhelm z Yorku také neposkytl žádnou pomoc. Uhtred tedy jednal za svého otce, svolal armádu z Bernicie a Yorkshire a vedl ji proti Skotům. Výsledkem bitvy bylo vítězství Uhtreda. Za věrnou službu byl odměněn samotným králem, který mezitím nechal zavraždit Ælfhelma z Yorku a umožnil Uhtredovi spojit severní a jižní Northumbrii. Uhtred pak zapudil svou první manželku a oženil se se Sige, která byla dcerou bohatého měšťana z Yorku. S manželkou měl syny Eadulfa a Gospatrica.
Pro své politické cíle Uhtred s největší pravděpodobnosti hledal spojence mezi Dány v oblastech Deiry. V roce 1013 obsadil část Anglie dánský král Svein I. a Uhtred byl nucen se podřídit novému králi, poněvadž anglický král utekl do exilu v Normandii. Dánský král však po několika týdnech zemřel a anglický král Ethelred II. se vrátil zpět do Anglie. Uhtred si pak vzal za manželku královu dceru Elgifu.
V roce 1016 Uhtred se synem anglického krále Edmundem (budoucí anglický král Edmund II.) vedli tažení do Cheshire a okolních hrabství. Uhtred se tím značně vzdálil od svého území, a tak se Sveinův syn Knut Veliký rozhodl Yorkshire napadnout. Knutovova armáda byla mnohem početnější, než aby Uhtred byl schopen jí čelit, a tak raději Knuta přijal za nového anglického krále. Knut pak Uhtreda předvolal na schůzku a během cesty na ní byli Uthred a jeho čtyřicet mužů zavražděni. Vrahy byli Thurbrand Hold a Uhtredův sluha Wighill, souhlas k vraždě dal sám Knut Veliký.

## Potomci
Vraždu Uhtreda pomstili jeho potomci. Uhtredův syn Ealdred pomstil svého otce zabitím Thurbranda, avšak sám byl poté zabit Thurbrandovým synem Carlem. Další pomsta musela počkat až do roku 1070, kdy nechal Waltheof (Ealdredův vnuk) svými vojáky zabít většinu Carlových synů a vnuků.
Uhtredova dynastie nadále vládla v Bernicii. Nejdříve jeho syn Ealdred, hrabě z Bamburghu (zabit 1038), pak syn Eadulf (zabit 1041), který měl syna Osulfa (zabit 1067), a ten držel hrabství v severní Northumbrii. Gospatric byl bratrem Eadulfa a byl i nejspíše zakladatelem skotského klanu Swintonů. Uhtredova dcera Elfgifu se provdala za Maldreda, bratra skotského krále Duncana I. Mezi Uhtredovy potomky patřil i Oliver Cromwell.

## Manželství
Ecgfrida
- Ealdred hrabě z Bernicie

Sige Styrdóttir
- Eadwulf III. hrabě z Bernicie
- Gospatric

Elfgifu
- Ealdgyth.

## Odkaz v kultuře
Bernard Cornwell byl inspirován k napsání své série The Saxon Stories (Saské příběhy) tím, že se dozvěděl, že je Uhtredovým potomkem. Uthred mu byl předlohou pro hrdinu seriálu Lorda Uhtreda z Bebbanburgu. Několik událostí v příběhu je založeno na událostech Uhtredova života, například obléhání Skotů u Bebbanburgu a useknuté hlavy na kůlech. Na Saských příbězích je založen televizní seriál Last Kingdom.